# Hilpoltstein
Hilpoltstein – miasto w Niemczech, w kraju związkowym Bawaria, w rejencji Środkowa Frankonia, w regionie Industrieregion Mittelfranken, w powiecie Roth.

## Położenie
Leży ok. 10 km na południowy wschód od Roth, przy autostradzie A9.
Przez miasto przechodzi linia kolejowa Roth–Greding. Obecnie czynny jest tylko 11-kilometrowy odcinek z Roth do Hilpoltstein, pozostała część linii jest zamknięta od 1972 roku.
W granicach Hilpoltstein przebiega Kanał Ren-Men-Dunaj. W miejscowości tej znajduje się przystań i śluza na kanale Men-Dunaj. Śluza Hilpoltstein, jest - obok śluz Leerstetten i Eckersmühlen - jedną z trzech śluz o największych wysokościach podnoszenia w całych Niemczech (24,67 m).

## Herb
Zamek Hilpoltstein był siedzibą panów von Stein. Orzeł i głowica tarczy herbowej pochodzą z herbu panów von Stein. To samo dotyczy kolorów srebrnego i niebieskiego. Są one jednak również interpretowane jako nawiązanie do barw Wittelsbachów, wprowadzonych od 1386 roku.

## Historia
Początki zarówno zamku Hilpoltstein jak i miasta sięgają X w. W wiekach XIII i XIV zamek był siedzibą panów von Stein. Heinrich von Stein i jego syn Hilpolt I von Stein uważani są za faktycznych założycieli oppidum in Lapide około 1280 roku.
W 1354 r. Hilpoltstein otrzymał prawa miejskie. Dwa lata później Schweiger von Gundelfingen sprzedał zamek i miasto Hilpoltstein książętom Wittelsbachom, władcom księstwa Bawarii-Landshut; po podziale księstwa w 1392 r. Hilpoltstein stał się częścią księstwa Bawarii-Ingolstadt. W tym samym 1392 r. książę Stefan III potwierdził prawa miejskie.
W 1447 r. miasto i zamek wróciły w skład księstwa Bawarii-Landshut. Książę Ludwik IX Bogaty zbudował w 1473 roku w Hilpoltstein kościół i spichlerze (niem. Traidkasten lub Hofkasten) przy zamku, które obecnie służą m.in. jako pensjonat. Po wojnie o sukcesję w Landshut w 1505 roku Hilpoltstein został włączony do księstwa Palatynatu-Neuburga. W 1542 roku Hilpoltstein wraz z sąsiednimi miastami Heideck i Allersberg został na 36 lat oddany Wolnemu Cesarskiemu Miastu Norymberdze.
Książę Filip Ludwik Wittelsbach wykupił urzędy Hilpoltstein, Heideck i Allersberg i zapisał je wraz z Sulzbach swojemu bratu, hrabiemu palatynowi Ottonowi Henrykowi Wittelsbachowi (niem. Ottheinrich II). Ten podarował zamek i miasto Hilpoltstein swojej żonie Dorothei Marii jako siedzibę wdowy. Po jego śmierci i renowacji zamku, owdowiała „znamienita hrabina palatynka” przybyła do Hilpoltstein w 1606 roku. Dziś wspomnienie tego wydarzenia jest okazją do corocznego festiwalu zamkowego.
W 1615 r. Książę Wolfgang Wilhelm von Pfalz-Neuburg mianował swojego brata Jana Fryderyka deputowanym z Hilpoltstein. Po śmierci Dorothei Marii w 1639 r. zamek popadł w ruinę, a po śmierci Jana Fryderyka w 1644 r. Hilpoltstein utracił funkcję rezydencjalną. W 1799 roku Hilpoltstein został włączony do elektoratu Bawarii.
W 1862 r. Hilpolstein zostało siedzibą nowo utworzonego starostwa powiatowego w Górnym Palatynacie. W 1880 r. doszło do korekty granic między Środkową Frankonią a Górnym Palatynatem. Hilpoltstein zostało wyłączone z Górnego Palatynatu i po połączeniu z Greding, które zostało wydzielone z okręgu Beilngries, utworzyło nowy powiat Hilpoltstein w Środkowej Frankonii. Powiat ziemski (Landkreis) Hilpoltstein, który wyłonił się z tego starostwa, istniał od 1939 do 1972 roku. W wyniku reformy administracyjnej z 1972 r. Hilpolstein, do którego włączono 47 miejscowości (z których największa wieś liczy ok. 1100 mieszkańców, a najmniejsze przysiółki po kilkunastu), stało się dużą gminą.

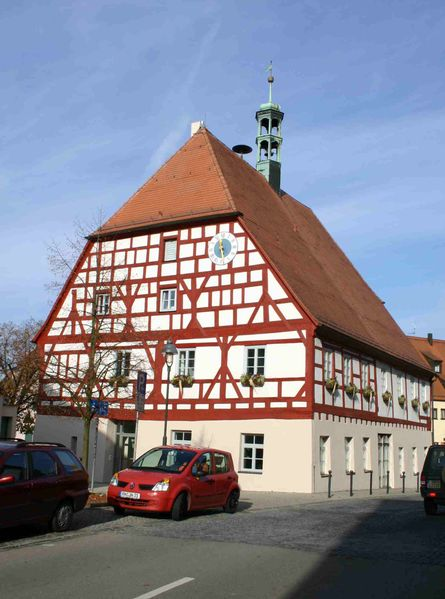
Ratusz

## Dzielnice
W skład miasta wchodzą następujące dzielnice (w nawiasie liczba mieszkańców): 
| - Altenhofen (115) - Auhof (269) - Bischofsholz (42) - Eibach (56) - Federhof (16) - Grauwinkl (110) - Hagenbuch (75) - Häusern (60) - Heuberg (220) - Hofstetten (724) - Holzi (17) | - Jahrsdorf (281) - Karm/Meilenbach (108) - Kauerlach (23) - Lay (101) - Marquardsholz (408) - Meckenhausen (1.102) - Mindorf (130) - Minettenheim (39) - Mörlach (163) - Oberrödel (47) - Patersholz (104) | - Pierheim (90) - Riedersdorf (18) - Sindersdorf (124) - Solar (222) - Tandl (78) - Unterrödel (280) - Weinsfeld (316) - Zell (458) - Zereshof/Heindlhof (2) |

## Zabytki
- ruiny zamku Hilpoltstein
- mury miejskie
- Kościół św. Jana Chrzciciela (St. Johannes der Täufer ) z 1473
- ratusz z 1417
- Dom chórzystów z 1491

- Rezydencja pfalzgrafa Jana Fryderyka z lat 1618–1624
- zajazd Schwarzes Ross
- Muzeum Schwarzes Ross: ręcznie robione przedmioty, historia miasta, rzeźby z brązu

## Osoby urodzone w Hilpoltstein
- Jacob Paix, kompozytor
- Johann Christoph Sturm, astronom